# Ecnomiohyla sukia
Espèce
Ecnomiohyla sukia est une espèce d'amphibiens de la famille des Hylidae.

## Répartition
Cette espèce est endémique du Costa Rica. Elle se rencontre de 400 à 1 000 m d'altitude dans la province du Limón.

## Publication originale
- Savage & Kubicki, 2010 : A new species of fringe-limb frog, genus Ecnomiohyla (Anura: Hylidae) from the Atlantic slope of Costa Rica, Central America. Zootaxa, no 2719, p. 721-34.